# Curva de Maroñas

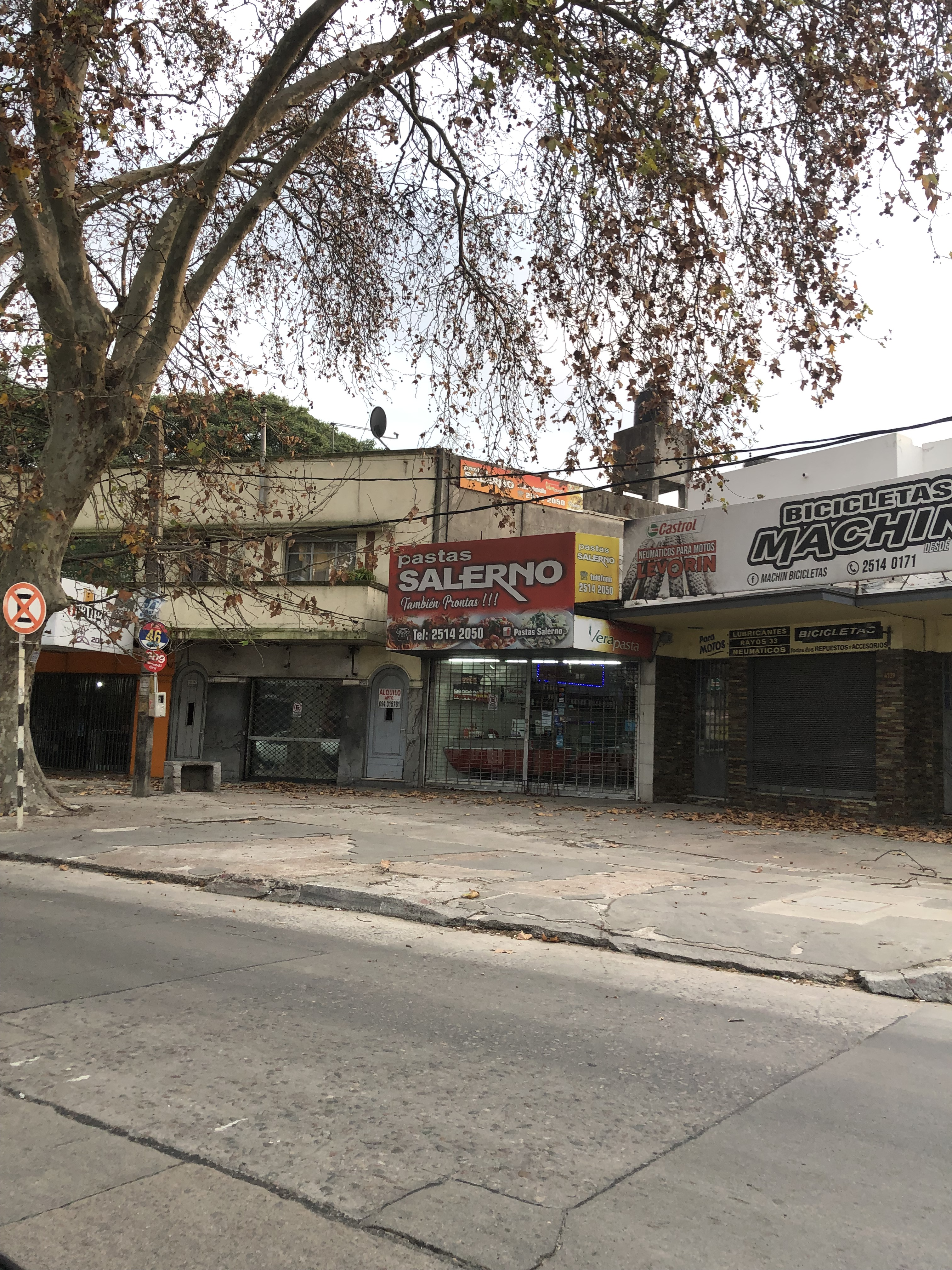
Comercios en la Curva de Maroñas

La Curva de Maroñas es una zona de Montevideo rodeado por los barrios Flor de Maroñas y Maroñas.

## Orígenes

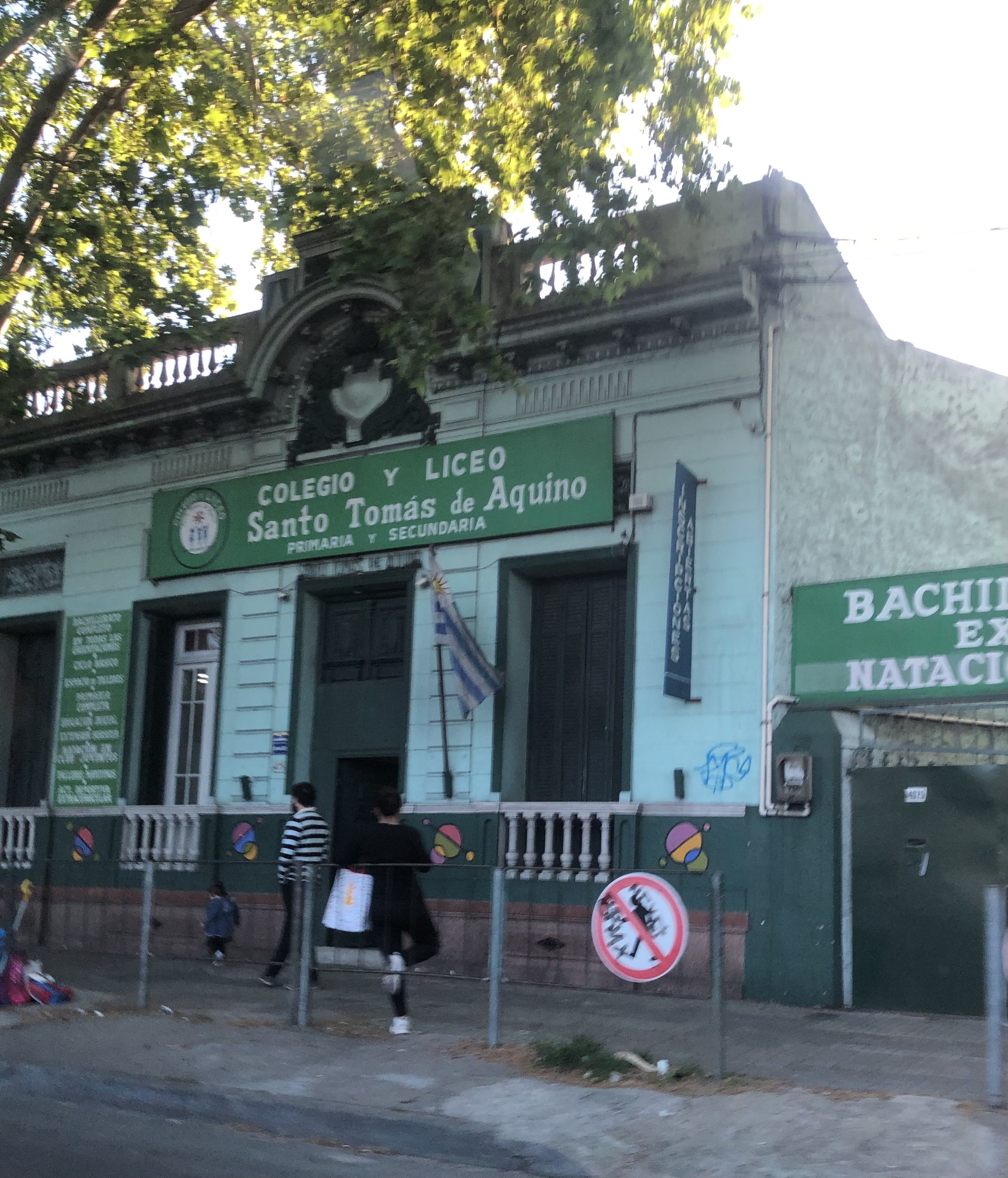
Colegio Santo Tomás de Aquino en la Curva de Maroñas.

Sus orígenes se remontan a la familia Maroñas y al surgimiento de los barrios de Maroñas y Flor de Maroñas. Su denominación proviene de la curva que tiene la Avenida 8 de Octubre entre la calle Gobernador Vigodet y Vicenza. 
Sobre dicha intersección se encuentran distintos comercios, la sede del Municipio F y otras instituciones.